# Levon Helm (álbum de 1982)
Levon Helm es el cuarto álbum de estudio del músico estadounidense Levon Helm, publicado por Capitol Records en 1982, y el último hasta la publicación de Dirt Farmer en 2007 tras superar un cáncer de laringe.
Tras su salida de ABC Records, Levon Helm firmó un contrato con Capitol Records y comenzó a grabar su primer álbum para el sello discográfico. Con Jimmy Johnson y Barry Becket en la producción, Helm grabó el álbum en los Muscle Shoals Studios de Alabama en 1981, y al igual que sus predecesores, incluyó una mezcla de versiones y de nuevas canciones aportadas por otros compositores.
Levon Helm recibió buenas reseñas tras su publicación, pero no entró en las listas de éxitos al declinar la compañía discográfica hacer promoción del álbum. Levon Helm fue reeditado por Edsel Records en Europa en febrero de 1998, y en Estados Unidos por Kejo Entertainment en 2005.

## Lista de canciones
| N.º | Título                       | Escritor(es) | Duración |  |
| 1.  | «You Can't Win 'Em All»      | Bown/Chapman |          |  |
| 2.  | «Lucrecia»                   | R. Supa      |          |  |
| 3.  | «Even A Fool Would Let Go»   | Snow/Chater  |          |  |
| 4.  | «I've Got a Bet with Myself» | D. Elliot    |          |  |
| 5.  | «Money»                      | M.L. Gordon  |          |  |
| 8.  | «The Got Song»               | T. Talton    |          |  |
| 9.  | «Give a Little Bit»          | T. Talton    |          |  |
| 10. | «God Bless 'Em All»          | M. Buckins   |          |  |

## Personal
- Ava Aldridge: coros
- Bonnie Bramlett: coros
- Barry Beckett: teclados
- Mickey Buckins: batería y percusión
- Robert Byrne: coros
- Terry Cagle: coros
- Harrison Calloway: trompeta
- Duncan Cameron: guitarra
- Pete Carr: guitarra
- Earl Cate: guitarra
- Earnie Cate: teclados
- Ben Cauley: teclados
- Ronnie Eades: saxofón
- Ron Eoff: coros
- Owen Hale: batería y percusión
- Robert Harwell: saxofón
- Roger Hawkins: batería y percusión
- Levon Helm: voz, mandolina, batería y percusión
- David Hood: bajo
- Jimmy Johnson: guitarra
- Lenny LeBlanc: coros
- Mac McAnally: coros
- Will McFarlane: coros
- Steve Nathan: teclados
- Wayne Perkins: guitarra y coros
- Charles Rose: trombón
- Jimmy "Doc" Simpson: clarinete
- Russel Smith: coros
- Richie Supa: coros
- Harvey Thompson: saxofón